# Arthur (film, 1931)
Pour les articles homonymes, voir Arthur.
Pour plus de détails, voir Fiche technique et Distribution.
Arthur (autre titre  : Le Culte de la beauté) est un film français réalisé par Léonce Perret en 1930 et sorti l'année suivante.

## Synopsis
Arthur Michoux dirige un institut de beauté très en vogue, proposant des services divers. Mais Arthur est également cocu. Un jour, une cousine éloignée géographiquement apparait et Arthur qui trouvait cette cousine assez laide d'un premier regard, va être frappé par sa beauté.

## Fiche technique
- Titre : Arthur
- Autre(s) titre(s)  : Le Culte de la beauté
- Réalisation : Léonce Perret
- Scénario : André Barde et Henri Christiné
- Production : Adolphe Osso
- Musique originale : Édouard Flament
- Photographie : René Gaveau
- Décors : Lucien Jaquelux
- Son : Henri Labrely
- Société de Production : Les Films Osso
- Pays :  France
- Langue : français
- Format : Noir et blanc - Son mono (RCA Recording) - 1,33:1
- Genre : Comédie musicale
- Date de sortie  : 
  - France : 2 janvier 1931

## Distribution
- Louis-Jacques Boucot : Arthur Michoux (comme Boucot)
- Lily Zévaco : Antonine
- Robert Darthez : Roger Beautromel
- Edith Méra : Mado
- Marguerite Ducouret : Madame Beautramel
- Antonin Berval : Hubert Fondragon (comme Berval)
- Georges Bever : Saïvah (comme Bever)
- Colette Andris